# The Purge
The Purge (titulada La noche de la expiación en Hispanoamérica y La Purga: la noche de las bestias en España) es una película de acción y terror distópica estadounidense de 2013 escrita y dirigida por James DeMonaco. La película está protagonizada por Ethan Hawke, Lena Headey, Adelaide Kane y Max Burkholder como miembros de una familia adinerada que se encuentran en peligro por una banda de asesinos durante la Purga anual, una noche durante la cual todos los delitos, incluido el asesinato, son temporalmente legales. The Purge tuvo su estreno mundial en el Festival de Cine de Stanley el 2 de mayo de 2013 y Universal Pictures la estrenó en cines en los Estados Unidos el 7 de junio de 2013. La película recaudó $89.3 millones de dólares contra un presupuesto de $3 millones de dólares.
Es la primera entrega de la franquicia The Purge. Una secuela, subtitulada Anarchy, se estrenó en todo el mundo el 18 de julio de 2014. Una tercera película, Election Year, se estrenó el 1 de julio de 2016, y una precuela, The First Purge, se estrenó el 4 de julio de 2018, y una serie de televisión, ambientada entre la segunda y la tercera película, se emitió durante dos temporadas desde el 4 de septiembre de 2018 hasta el 17 de diciembre de 2019. Una quinta película, The Forever Purge, se estrenó el 2 de julio de 2021.

## Sinopsis
Después de una crisis económica en los Estados Unidos y América Latina que conllevó a la caída del Partido Demócrata y el Partido Republicano, un gobierno totalitario asumió el poder en los Estados Unidos tras su triunfo en las elecciones, estableciendo una dictadura totalitaria: todos los movimientos políticos han sido cerrados por el gobierno y el país se ha sumergido en un régimen de terror. Sin embargo, la tasa de desempleo y la delincuencia se ha reducido a solo el 1 % y la economía es la más alta de todos los tiempos, debido a que, después de la enmienda constitucional número 28 ratificada en 2017, se crea la Purga anual. Durante ese tiempo, todo delito conocido es legal y todos los servicios (policía, bomberos y hospitales) están cerrados. Se afirma que esto actúa como una catarsis para los ciudadanos, pero en realidad se utiliza como método artificial de control poblacional, en el que las personas más pobres y sin hogar son eliminadas.
La Purga solo tiene dos reglas: la primera es que durante esta, los funcionarios del Gobierno de rango 10 o superior poseen total inmunidad. La segunda, es que el uso de las armas por encima de la clase 4 (por ejemplo, armas de destrucción masiva) están prohibidas, lo que significa que los dispositivos destructivos y materiales explosivos están excluidos de la Purga. Cualquier persona que no siga las reglas de la Purga será ejecutado.
Durante los días anteriores a la Purga, las personas que no quieren participar compran los artículos necesarios para protegerse, como armas y sistemas de seguridad, y durante la Purga se atrincheran en sus casas. Los edificios grandes son, generalmente, supervisados por el propietario, quien cierra el edificio, las entradas y las salidas. Las casas residenciales de clase alta y los distritos financieros están, por lo general, a salvo de los alborotos violentos.

## Argumento
En 2014, un partido político llamado los "Nuevos Padres Fundadores de América" es elegido presidente tras un colapso económico y aprueba una ley que sanciona la "Purga", un evento anual en el que todos los delitos (incluido el asesinato) son legales y los servicios de emergencia no están disponibles durante 12 horas. Se dice que para 2022, Estados Unidos se ha convertido prácticamente en un país libre de delitos y que las tasas de desempleo legal han caído al 1%.
El vendedor de sistemas de seguridad James Sandin (Ethan Hawke) regresa a su casa en un barrio pudiente de Los Ángeles para prepararse para la celebración de la noche con su esposa Mary (Lena Headey) y sus dos hijos, Zoey (Adelaide Kane) y Charlie (Max Burkholder). Antes de que la familia se atrinchere en su casa con el moderno sistema de seguridad de la compañía de James, creyendo estar a salvo de todo lo que estará a punto de pasar, así como sus vecinos, Zoey se encontraba con su novio Henry (Tony Oller), un chico mayor que no le gusta a su padre, y que supuestamente se iba a ir antes de que empezara la Purga y antes de que la familia de Zoey se atrincherase en la casa. James activa el sistema de seguridad, sellando la casa. La Purga comienza y la familia se dispersa en su casa para seguir con su rutina normal.
Zoey regresa a su habitación, encontrándose por sorpresa a Henry quien, sin saberlo, se había escabullido en la casa antes de que el sistema de seguridad se activara. Henry planea enfrentarse a James mientras están encerrados en la casa, para que le permita salir con Zoey. Mientras tanto, Charlie mira los monitores de seguridad y ve a un hombre herido pidiendo ayuda y desactiva temporalmente el sistema para permitir que el hombre desconocido entre en la casa. James corre sin saber lo que pasa a activar de nuevo el sistema. El indigente logra entrar en la casa. James se dirige hacia la puerta hasta que ve a su hijo junto al hombre desconocido. Henry baja las escaleras e intenta matar a James, pero él reacciona rápidamente y logra disparar y herir a Henry. En medio del caos, el indigente desaparece y se esconde en otra parte de la casa. Zoey lleva a Henry a su habitación antes de que él muera y toma su arma, mientras que James lleva a Mary y Charlie de nuevo a la sala de control de seguridad.
James regaña a Charlie por dejar entrar al indigente a su casa. Después de un rato son testigos de cómo un grupo de jóvenes armados con pistolas y enmascarados se acercan a la casa. Su líder (Rhys Wakefield), se desenmascara y les advierte a través de las cámaras que el hombre al que han dado asilo en el hogar es su objetivo primordial para la Purga y que si no devuelven al hombre, invadirán la casa y matarán a todos, teniendo como tiempo límite hasta que llegue el equipo que les permitirá neutralizar la seguridad de la casa. El líder termina de hablar y cortan la electricidad en la casa, dejando solamente activadas las pantallas con las cámaras, puesto que es lo único que funciona con una planta de energía de emergencia. James se ve obligado a admitir que los sistemas de seguridad son vulnerables, disuasorios y no protegerían contra una invasión contundente. Él y Mary van a buscar al indigente con la intención de devolverlo hacia el grupo de jóvenes. Mientras, Charlie, usando un juguete con control remoto, lo encuentra y lo lleva hasta una habitación secreta para ocultarlo de sus padres. Zoey se mete sin querer en esa habitación. Es ahí en donde el indigente la toma como rehén para que James y Mary no lo entreguen. James y Mary hablan con él y lo llegan a atrapar. La familia se da cuenta de que están actuando de la misma forma que los purgadores y deciden no entregarlo.
El grupo de jóvenes advierte que el tiempo límite para devolver al hombre ha expirado así que proceden a utilizar un camión para rasgar el revestimiento metálico de la puerta principal y entrar en la casa. James mata a varios de ellos pero él mismo es atacado por el líder. Cuando Mary está a punto de ser asesinada, sus vecinos, los Ferrin, vienen en su ayuda, matando a la mayor parte de la pandilla de jóvenes. Zoey logra matar al líder, pero James muere desangrado por el ataque del líder. Aunque la familia Sandin se alegra inicialmente de que los vecinos los habían salvado de aquel grupo, los vecinos revelan que habían llegado ahí para matarlos, ya que sentían celos de su riqueza debido a las ventas de sistemas de seguridad. El indigente, Dwayne (Edwin Hodge), emerge y mata a uno de los vecinos antes de que estos puedan matar a los Sandin y reduce al grupo de vecinos. Mary dice que ha habido muchas muertes esa noche así que, junto con Dwayne, deciden esperar en paz y en silencio a que acabe la Purga junto a los vecinos.
Justo antes de que suene la sirena que da fin a la Purga, Grace Ferrin (Arija Bareikis), la vecina, intenta asesinar a Mary, cogiendo por sorpresa su arma que estaba en la mesa. Mary, que reacciona rápidamente, frustra el intento y golpea con el arma a Grace en la cara y le agarra la cabeza golpeándola contra la mesa y rompiéndole la nariz. Al terminar la Purga, los vecinos salen de sus casas junto con Dwayne, Mary, Zoey y Charlie, mientras ven cómo los servicios de emergencia llegan a asistir a los heridos y muertos.
La película termina mostrando los créditos finales mientras se escuchan los informes de noticias diciendo que la Purga de este año ha sido la más exitosa, estimulando así la venta de más sistemas de seguridad y armas, pero al final de la transmisión se escucha a un hombre relatando que sus hijos fueron asesinados durante la Purga, finalizando con las palabras: "Este país me lo arrebató todo".

## Reparto

### La familia Sandin
- Ethan Hawke como James Sandin.
- Lena Headey como Mary Sandin.
- Max Burkholder como Charlie Sandin.
- Adelaide Kane como Zoey Sandin.

### Los vecinos
- Arija Bareikis como Grace Ferrin.
- Tom Yi como el Sr. Cali.
- Chris Mulkey como el Sr. Halverson.
- Tisha French como la Sra. Halverson.
- Dana Bunch como el Sr. Ferrin.

### Los purgadores
- Rhys Wakefield como el purgador 1, el líder.
- John Weselcouch como el purgador 2.
- Alicia Vela-Bailey como la purgadora 3.
- Mickey Facchinello como el purgador 4.
- Boima Blake como la purgadora 5.
- Nathan Clarkson como el purgador 6.
- Jesse Jacobs como el purgador 7.
- Aaron Kuban como el purgador 8.
- Chester Lockhart como el purgador 9.
- Tyler Osterkamp como el purgador 10.
- R. J. Wolfe como el purgador 11.

### Otros personajes
- Edwin Hodge como Dante Bishop.
- Tony Oller como Henry.
- Peter Bzovdas como el Dr. Peter Buynak.
- Karen Strassman como la presentadora de noticias.
- Cindy Robinson como la voz que anuncia el Sistema de Transmisión de Emergencia de la Purga.

## Producción
DeMonaco se inspiró parcialmente para escribir el guion basándose en un comentario de su esposa luego de un incidente de furia en la carretera. Tanto DeMonaco como Lemercier recordaron haber experimentado inicialmente comentarios negativos mientras buscaban financiación para su guion, y les dijeron que era "demasiado antiestadounidense" debido a sus temas de violencia y control de armas. Jason Blum , en representación de Universal, recibió la tarea de desarrollar películas de género de bajo costo para el estudio, y proporcionó a DeMonaco y Lemercier 3 millones de dólares en financiación para producir la película.
La película se rodó en Los Ángeles. El presupuesto relativamente bajo de la película dio como resultado que la película se desarrollara casi por completo dentro de la casa. Hawke durmió en el sofá de Blum durante el rodaje y acordó pagar 10.000 dólares por adelantado por su participación. Tras el éxito de la película, Hawke ganó 2 millones de dólares en compensación. 
Inicialmente, DeMonaco y Lemercier no estaban seguros de si la película finalmente se estrenaría, dadas las mediocres pruebas de pantalla, aunque DeMonaco también señaló que las audiencias de prueba negras y latinas respondieron positivamente a la película, lo que atribuyó a los temas de la película. DeMonaco también encontró tarjetas de respuesta de prueba de espectadores que expresaron su aprobación por el concepto de purga, que encontró inquietante y antitético al mensaje de la película.

## Estreno
La película tuvo su estreno mundial en el Festival de Cine de Stanley el 2 de mayo de 2013, siendo estrenada en los cines el 7 de junio de 2013 en los Estados Unidos.
The Purge se lanzó en DVD y Blu-ray Disc el 8 de octubre de 2013. El lanzamiento en Blu-ray 4K Ultra HD se produjo el 12 de junio de 2018.
Recaudó $13 millones de dólares en ventas de vídeos domésticos.

## Recepción

### Recepción de la crítica
The Purge recibió bastantes críticas negativas. El sitio web especializado Rotten Tomatoes registra una calificación de 40 % basado en 159 críticas, con un promedio ponderado de 5.2/10, con el consenso del sitio diciendo: «Mitad alegoría social, mitad thriller de allanamiento de morada, The Purge intenta utilizar esa fórmula para hacer una película de suspense inteligente, pero en última instancia solo termina hundiéndose en adormecer la violencia y clichés cansadores».
En el sitio web Metacritic, la película tuvo una calificación de 41 sobre 100 basada en 33 críticos.
En io9, Charlie Jane Anders la describió como «una regla política torpe y poco plausible en forma de película».
Entertainment Weekly dio a La Purga un B-, diciendo que «claramente tiene mucho en su mente, pero nunca consigue realmente expresarlo».

### Taquilla
En su primer fin de semana, The Purge encabezó la taquilla estadounidense con 16,8 millones de dólares en el día de apertura y 34,1 millones de dólares a través de todo el fin de semana. La película recaudó 64.473.115 dólares en Estados Unidos y 89.328.627 dólares en todo el mundo, con un presupuesto de producción de 3 millones de dólares.

## Secuelas
Una secuela, titulada The Purge: Anarchy, fue estrenada mundialmente el 18 de julio de 2014, debido al éxito de la primera película y está ambientada en 2023, un año después de la primera película.
Una tercera película, titulada The Purge: Election Year, fue estrenada el 1 de julio de 2016. Una cuarta película, titulada The First Purge, que se establece como una precuela de la franquicia, fue estrenada el 4 de julio de 2018.
Una quinta película, titulada The Forever Purge, fue estrenada el 2 de julio de 2021.

## En otros medios
En julio de 2014, el grupo de teatro Upright Citizens llevó a cabo una obra teatral titulada Seinfeld: The Purge, que parodiaba tanto a la serie Seinfeld como a The Purge. La obra, escrita por Justin Donaldson, se centra en lo que cada personaje protagonista de Seinfeld haría durante una purga, como George tratando de matar a Joe Temple y el amigo George viendo una película de la sexta temporada de Seinfeld. El sitio web de noticias sobre el ámbito de terror Bloody Disgusting le dio a la obra un puntaje de "cuatro cráneos" y la elogió por su puesta en escena y su trama.
En la serie animada de televisión Rick y Morty se hace un guiño a esta película en el episodio N.º 9 de la segunda temporada, titulado "Look Who's Purging Now", en donde los protagonistas viajan a un planeta el cual sufre las mismas consecuencias que se viven en la película original. Además, en este mismo capítulo, los personajes hacen referencia explícita al nombre del mismo film, siguiendo la misma trama.